# لوس 80
لوس 80 (بالإسبانية: Los 80)‏ هو مسلسل تلفزيوني تشيلي أُنتِج سنة 2010 بمناسبة الذكرى المئوية الثانية لجمهورية تشيلي (1810 – 2010)، المسلسل من بطولة دانييل مونيوز، تامارا أكوستا، لوريتو أرافينا، توماس فيرديخو، كاتي كواليتشكو ولوكاس إسكوبار. قصة المسلسل مستوحاة من المسلسل الإسباني الذي يحمل نفس الاسم الذي أنتج سنة 2004، مع التركيز على الأحداث التاريخية لتشيلي.
عرض المسلسل على شكل 7 مواقم آخرها كان في صيف وخريف سنة 2014، من 78 حلقة في المجموع.

## القصة
المسلسل من بطولة بانييل ميويوز وتامارا أكوستا، قصته تحكي عن هيريرا، عائلة متوسطة تعيش في سانتياغو بتشيلي خلال الفترة بين 1982 و 1989، حيث كانت تعيش البلاد ديكتاتورية عسكرية من خلالا الحكم العسكري في تشيلي بين 1973 و 1990. وتبين الأحداث المتعاقبة خلال فترة الثمانينات وخصوصا أزمة 1982 وزلزال الغاروبو 1985.

## مخلص المواسم

### الموسم الأول
انطلق الموسم الأول من المسلسل في 12 أكتوبر 2008، وتدور قصة الموسم بين سنوات 1982 و 1983، بداية مع مشاركة منتخب تشيلي لكرة القدم خلال كأس العالم لكرة القدم 1982. بمشاركة اللاعب التشيلي كارلوس كازالي، إلى غاية الانقلاب العسكري على الديكتاتور أوغستو بينوشيه.

### الموسم الثاني
أُصدِر الموسم الثاني في 18 أكتوبر 2009 وهذه المرة انتقلت أحداث المسلسل إلى سنوات 1983 و 1984 والتغيرات التي عرفها الشارع التشيلي وأيضا داخل عائلة هيريرا حيث رزقت العائلة بمولودة جديدة أُسميت آنا

### الموسم الثالث
أصدر الموسم في 17 أكتوبر 2010 وتدور القصة خلال العام 1985 مع زلزال الغاروبو 1985، إضافة إلى قرار كلاوديا ترك عائلتها بسبب عملها في وكالة تحقيقات.

### الموسم الرابع
بدأ الموسم في 16 أكتوبر 2011، ويحكي عن العام 1986 حيث تقرأ العائلة رسالة كلاوديا التي ودعت فيها عائلتها قبل مغادرتها إلى الأرجنتين، تدور الأحداث حول معاناة كلاوديا مع التعذيب من طرف بيدرو عميل الوكالة، وقتل صديقها غابرييل من طرف نفس الوكالة، ثم عودتها إلى المنزل وعناقها الحار مع والدتها.

### الموسم الخامس
انطلق الموسم في 23 سبتمبر 2013 خلال العام 1987 مع زيارة البابا يوحنا بولس الثاني لتشيلي.

### الموسم السادس
انطلق في 13 أكتوبر 2013، وتعود قصته للعام 1988 مع انتخابات الرئاسة التشيلية بعد نهاية عهد أوغستو بينوشيه الديكتاتوري.

### الموسم السابع
أنتج في أغسطس 2014، وتعود القصة للعام 1989. آخر عرض للمسلسل كان يوم 18 نوفمبر 2014 وسط الدموع والعناق.

## نسبة المشاهدات
لوس 80 هو أكثر مسلسل مشاهدة في تشيلي للعام 2008، حيث حقق مشاهدات تفوق 1.9 مليون مشاهدة للحلقة الواحدة خلال الموسم الافتتاحي. فيما يلي نسب المشاهدة حسب كل موسم.
| الموسم | عدد الحلقات | العرض الأول    | العرض الأخير   | سنة الإنتاج | المشاهدات (بالمليون/حلقة) |
| ------ | ----------- | -------------- | -------------- | ----------- | ------------------------- |
| 1      | 10          | 12 أكتوبر 2008 | 21 ديسمبر 2008 | 2008        | 1.92                      |
| 2      | 10          | 18 أكتوبر 2008 | 27 ديسمبر 2009 | 2009        | 2.54                      |
| 3      | 10          | 17 أكتوبر 2010 | 19 ديسمبر 2010 | 2010        | 2.67                      |
| 4      | 11          | 16 أكتوبر 2011 | 20 ديسمبر 2011 | 2011        | 2.98                      |
| 5      | 12          | 23 سبتمبر 2012 | 16 ديسمبر 2012 | 2012        | 2.58                      |
| 6      | 12          | 13 أكتوبر 2013 | 12 يناير 2014  | 2013        | 2.28                      |
| 7      | 13          | 5 أكتوبر 2014  | 21 ديسمبر 2014 | 2014        | 2                         |